# Lista de porta-bandeiras da Guiné nas Olimpíadas
Esta é uma lista de porta-bandeiras que representaram a Guiné nas Olimpíadas.
| #  | Ano do evento | Estação | Porta-bandeira      | Desporto      |       |
| -- | ------------- | ------- | ------------------- | ------------- | ----- |
| 1  | 1968          | Verão   | Morciré Sylla       | Futebol       | [ 2 ] |
| 2  | 1980          | Verão   |                     |               |       |
| 3  | 1984          | Verão   |                     |               |       |
| 4  | 1988          | Verão   | Ousmane Diallo      | Luta livre    | [ 2 ] |
| 5  | 1992          | Verão   | [carece de fontes?] | Atletismo     |       |
| 6  | 1996          | Verão   | Joseph Loua         | Atletismo     | [ 2 ] |
| 7  | 2000          | Verão   | Joseph Loua         | Atletismo     | [ 2 ] |
| 8  | 2004          | Verão   | Nabie Foday Fofanah | Atletismo     | [ 2 ] |
| 9  | 2008          | Verão   | Fatmata Fofanah     | Atletismo     | [ 2 ] |
| 10 | 2012          | Verão   | Facinet Keita       | Judô          | [ 2 ] |
| 11 | 2016          | Verão   | Mamadama Bangoura   | Judô          | [ 2 ] |
| 12 | 2020          | Verão   | Voluntário          | –             | [ 3 ] |
| 13 | 2024          | Verão   | Naby Keïta          | Futebol       | [ 4 ] |
| 13 | 2024          | Verão   | Fatoumata Sylla     | Tiro com arco | [ 4 ] |